# NHL Entry Draft 2016
Der NHL Entry Draft 2016 fand am 24. und 25. Juni 2016 im First Niagara Center von Buffalo statt. Es war die 54. Austragung dieser Veranstaltung. In sieben Runden wählten die NHL-Franchises 211 Spieler aus, wobei die Toronto Maple Leafs den US-Amerikaner Auston Matthews an erster Gesamtposition auswählten. An zweiter und dritter Stelle folgten Patrik Laine (Winnipeg Jets) und Pierre-Luc Dubois (Columbus Blue Jackets).

## Verfügbare Spieler
Alle Spieler, die zwischen dem 1. Januar 1996 und dem 15. September 1998 geboren wurden, sind für den Draft verfügbar. Zusätzlich sind alle ungedrafteten, nicht-nordamerikanischen Spieler über 20 für den Draft zugelassen. Ebenso sind diejenigen Spieler verfügbar, die beim NHL Entry Draft 2014 gewählt wurden und bis zum Zeitpunkt des Entry Draft 2016 keinen Einstiegsvertrag bei ihrem ursprünglichen Draftverein unterschrieben haben.

## Draft-Reihenfolge
Legende: Erstes Wahlrecht  Zweites Wahlrecht  Drittes Wahlrecht
| Nr. | Team                  | Chance |
| 1.  | Toronto Maple Leafs   | 20,0 % |
| 2.  | Edmonton Oilers       | 13,5 % |
| 3.  | Vancouver Canucks     | 11,5 % |
| 4.  | Columbus Blue Jackets | 9,5 %  |
| 5.  | Calgary Flames        | 8,5 %  |
| 6.  | Winnipeg Jets         | 7,5 %  |
| 7.  | Arizona Coyotes       | 6,5 %  |

| Nr. | Team                  | Chance |
| 8.  | Buffalo Sabres        | 6,0 %  |
| 9.  | Canadiens de Montréal | 5,0 %  |
| 10. | Colorado Avalanche    | 3,5 %  |
| 11. | New Jersey Devils     | 3,0 %  |
| 12. | Ottawa Senators       | 2,5 %  |
| 13. | Carolina Hurricanes   | 2,0 %  |
| 14. | Boston Bruins         | 1,0 %  |

Die Draft-Reihenfolge aller Teams, die in der Saison 2015/16 nicht die Play-offs erreichten, wurde durch die Draft-Lotterie bestimmt. Dabei wurde in diesem Jahr erstmals nicht nur das erste Wahlrecht verlost, sondern auch das zweite und dritte. Die Gewinnchancen für das erste Wahlrecht entsprachen den erst im Vorjahr neu eingeführten Prozenten (s. Tabelle), während sich die Gewinnwahrscheinlichkeiten für die zweite und dritte Los-Runde jeweils veränderten, in Abhängigkeit von der Mannschaft, die das vorherige Wahlrecht zugelost bekommen hatte. Wie bereits im Vorjahr wurde die Veränderung mit der steigenden Ausgeglichenheit des sportlichen Wettbewerbs begründet, so hatte die punktschlechteste Mannschaft in diesem Jahr nur eine Chance von 52,5 %, überhaupt eines der drei ersten Wahlrechte zu erhalten.
Die Draft-Lotterie fand am 30. April 2016 statt, wobei die Toronto Maple Leafs als punktschlechteste Mannschaft der Saison auch das erste Wahlrecht zugelost bekamen. Das zweite Wahlrecht ging an die Winnipeg Jets, die vier Plätze aufstiegen, ehe die Columbus Blue Jackets die dritte und letzte Lotterie gewannen und somit einen Rang aufstiegen.
Die Draft-Reihenfolge der 16 Playoff-Teilnehmer stand seit dem Stanley-Cup-Finale fest. Der Stanley-Cup-Sieger (Pittsburgh) wurde auf Position 30, der Finalgegner (San Jose) auf Position 29 gesetzt. Auf den Positionen 27 und 28 wurden die in den Conference-Finals ausgeschiedenen Teams einsortiert. Die restlichen Playoff-Mannschaften wurden anhand ihres Tabellenstandes in der regulären Saison gesetzt. Dabei gilt, dass die Mannschaft mit den wenigsten Tabellenpunkten auf Position 15 stehen sollte. Die Draft-Reihenfolge galt für alle Runden des Entry Draft, die Lotterie veränderte demnach nur die Reihenfolge der ersten Wahlrunde. Zudem konnten die Mannschaften über Transfers Wahlrechte anderer Teams erwerben sowie eigene an andere Mannschaften abgeben.

### Transfer von Erstrunden-Wahlrechten
| Datum            | Von                                           | Zu                                              | Anmerkung |
| ---------------- | --------------------------------------------- | ----------------------------------------------- | --- |
| 25. Februar 2015 | Los Angeles Kings                             | Carolina Hurricanes                             | Die Los Angeles Kings erhielten Andrej Sekera von den Carolina Hurricanes und gaben im Gegenzug Roland McKeown sowie ein Erstrunden-Wahlrecht ab. Dabei sollten die Hurricanes das Wahlrecht für den Entry Draft 2015 erhalten, falls die Kings in diesem Jahr die Playoffs erreichten; dies gelang ihnen jedoch nicht, sodass das Wahlrecht für den Entry Draft 2016 nach Carolina ging. |
| 1. März 2015     | New York Rangers                              | Arizona Coyotes                                 | Die Arizona Coyotes erhielten Anthony Duclair, John Moore, ein Zweitrunden-Wahlrecht für den Entry Draft 2015 sowie ein Erstrunden-Wahlrecht für den Entry Draft 2016. Aus dem Wahlrecht für 2016 sollte eines für 2017 werden, sofern die Rangers in der Saison 2015/16 die Playoffs verpassten; dies geschah jedoch nicht, sodass Arizona das Wahlrecht für 2016 erhielt. Im Gegenzug wechselten Keith Yandle, Chris Summers sowie ein Viertrunden-Wahlrecht für den Entry Draft 2015 nach New York.               |
| 30. Juni 2015    | San Jose Sharks                               | Boston Bruins                                   | Die San Jose Sharks erhielten Martin Jones von den Boston Bruins und gaben dafür Sean Kuraly sowie ihr Erstrunden-Wahlrecht ab. |
| 1. Juli 2015     | Pittsburgh Penguins                           | Toronto Maple Leafs                             | Die Toronto Maple Leafs erhielten Nick Spaling, Kasperi Kapanen, Scott Harrington sowie ein erfolgsabhängiges Erstrunden- und Drittrunden-Wahlrecht für den Entry Draft 2016. Die Bedingung für das Erstrunden-Wahlrecht, dass die Penguins die Playoffs 2016 erreichen, wurde erfüllt; ansonsten hätte sich das Wahlrecht um ein Jahr nach hinten verschoben. Im Gegenzug wechselten Phil Kessel, Tyler Biggs, Tim Erixon und ein erfolgsabhängiges Zweitrunden-Wahlrecht für den Entry Draft 2016 nach Pittsburgh. |
| 25. Februar 2016 | Chicago Blackhawks                            | Winnipeg Jets                                   | Die Chicago Blackhawks erhielten Andrew Ladd, Jay Harrison und Matt Fraser von den Winnipeg Jets und gaben dafür Marko Daňo, ihr Erstrunden-Wahlrecht sowie ein erfolgsabhängiges Drittrunden-Wahlrecht für den Entry Draft 2018 (falls Chicago den Stanley Cup 2016 gewinnt; geschah nicht) ab. |
| 20. Juni 2016    | Toronto Maple Leafs (von Pittsburgh Penguins) | Anaheim Ducks                                   | Die Toronto Maple Leafs erhielten Frederik Andersen von den Ducks und gaben im Gegenzug das ursprünglich von den Pittsburgh Penguins erhaltene Erstrunden-Wahlrecht sowie ein Zweitrunden-Wahlrecht für den Entry Draft 2017 an Anaheim ab. |
| 24. Juni 2016    | Detroit Red Wings (Tausch)                    | Arizona Coyotes (Tausch) (von New York Rangers) | Die Arizona Coyotes gaben ihr ursprünglich von den New York Rangers erhaltenes Erstrunden-Wahlrecht für die 20. Position an die Detroit Red Wings ab und erhielten im Gegenzug deren Erstrunden-Wahlrecht für die 16. Position. Zusätzlich wechselten Joe Vitale und ein Zweitrunden-Wahlrecht für den diesjährigen Draft nach Detroit, während Arizona die Spielerrechte bzw. Gehaltsverpflichtungen von Pawel Dazjuk übernahm.                                                                                     |
| 24. Juni 2016    | Philadelphia Flyers (Tausch)                  | Winnipeg Jets (Tausch) (von Chicago Blackhawks) | Die Winnipeg Jets gaben ihr ursprünglich von den Chicago Blackhawks erhaltenes Erstrunden-Wahlrecht für die 22. Position an die Philadelphia Flyers ab und erhielten im Gegenzug deren Erstrunden-Wahlrecht für die 18. Position. Außerdem wechselte ein Zweitrunden-Wahlrecht nach Philadelphia und ein Drittrunden-Wahlrecht nach Winnipeg, jeweils für diesen Draft. |
| 24. Juni 2016    | New Jersey Devils (Tausch)                    | Ottawa Senators (Tausch)                        | Die New Jersey Devils und die Ottawa Senators tauschten ihre Erstrunden-Wahlrechte, wobei sich Ottawa von der 12. auf die 11. Position verbesserte und im Gegenzug ein Drittrunden-Wahlrecht für den gleichen Draft nach New Jersey schickte. |
| 24. Juni 2016    | Washington Capitals (Tausch)                  | St. Louis Blues (Tausch)                        | Die Washington Capitals und die St. Louis Blues tauschten ihre Erstrunden-Wahlrechte, wobei sich St. Louis von der 28. auf die 26. Position verbesserte und im Gegenzug ein Drittrunden-Wahlrecht für den gleichen Draft nach Washington schickte. |

## Rankings
Die Final Rankings des Central Scouting Service (CSS) vom 12. April 2016 und die Rankings des International Scouting Services (ISS) vom 1. Juni 2016 mit den vielversprechendsten Talenten für den NHL Entry Draft 2016:
| Rang | Feldspieler Nordamerika | Pos. | Feldspieler Europa | Pos. |
| ---- | ----------------------- | ---- | ------------------ | ---- |
| 1    | Pierre-Luc Dubois       | LW   | Auston Matthews    | C    |
| 2    | Matthew Tkachuk         | LW   | Patrik Laine       | LW   |
| 3    | Alexander Nylander      | RW   | Jesse Puljujärvi   | RW   |
| 4    | Jakob Chychrun          | D    | Rasmus Asplund     | C    |
| 5    | Olli Juolevi            | D    | German Rubzow      | C    |
| 6    | Charlie McAvoy          | D    | Carl Grundström    | RW   |
| 7    | Logan Brown             | C    | Jegor Korschkow    | RW   |
| 8    | Michail Sergatschow     | D    | Filip Hronek       | D    |
| 9    | Clayton Keller          | C    | Henrik Borgström   | C    |
| 10   | Kieffer Bellows         | LW   | Linus Lindström    | C    |

| Rang | Torhüter Nordamerika | Torhüter Europa   |
| ---- | -------------------- | ----------------- |
| 1    | Evan Fitzpatrick     | Filip Gustavsson  |
| 2    | Carter Hart          | Daniel Marmenlind |
| 3    | Tyler Parsons        | Veini Vehviläinen |

| Rang | Spieler             | Pos. |
| ---- | ------------------- | ---- |
| 1    | Auston Matthews     | C    |
| 2    | Patrik Laine        | LW   |
| 3    | Jesse Puljujärvi    | RW   |
| 4    | Matthew Tkachuk     | LW   |
| 5    | Pierre-Luc Dubois   | LW   |
| 6    | Alexander Nylander  | RW   |
| 7    | Logan Brown         | C    |
| 8    | Jakob Chychrun      | D    |
| 9    | Tyson Jost          | C    |
| 10   | Michail Sergatschow | D    |

## Draftergebnis

### Runde 1
| #   | Spieler             | Nationalität                | Pos | NHL-Team                                                        | College-/ Junioren-/ Profi-Team                     |
| --- | ------------------- | --------------------------- | --- | --------------------------------------------------------------- | --------------------------------------------------- |
| 1.  | Auston Matthews     | Vereinigte Staaten          | C   | Toronto Maple Leafs                                             | ZSC Lions (NLA)                                     |
| 2.  | Patrik Laine        | Finnland                    | LW  | Winnipeg Jets                                                   | Tappara Tampere (Liiga)                             |
| 3.  | Pierre-Luc Dubois   | Kanada                      | LW  | Columbus Blue Jackets                                           | Cape Breton Screaming Eagles (LHJMQ)                |
| 4.  | Jesse Puljujärvi    | Finnland                    | RW  | Edmonton Oilers                                                 | Kärpät Oulu (Liiga)                                 |
| 5.  | Olli Juolevi        | Finnland                    | D   | Vancouver Canucks                                               | London Knights (OHL)                                |
| 6.  | Matthew Tkachuk     | Vereinigte Staaten          | LW  | Calgary Flames                                                  | London Knights (OHL)                                |
| 7.  | Clayton Keller      | Vereinigte Staaten          | C   | Arizona Coyotes                                                 | USA Hockey National Team Development Program (USHL) |
| 8.  | Alexander Nylander  | Schweden                    | LW  | Buffalo Sabres                                                  | Mississauga Steelheads (OHL)                        |
| 9.  | Michail Sergatschow | Russland                    | D   | Canadiens de Montréal                                           | Windsor Spitfires (OHL)                             |
| 10. | Tyson Jost          | Kanada                      | C   | Colorado Avalanche                                              | Penticton Vees (BCHL)                               |
| 11. | Logan Brown         | Vereinigte Staaten          | C   | Ottawa Senators (von New Jersey Devils)                         | Windsor Spitfires (OHL)                             |
| 12. | Michael McLeod      | Kanada                      | C   | New Jersey Devils (von Ottawa Senators)                         | Mississauga Steelheads (OHL)                        |
| 13. | Jake Bean           | Kanada                      | D   | Carolina Hurricanes                                             | Calgary Hitmen (WHL)                                |
| 14. | Charlie McAvoy      | Vereinigte Staaten          | D   | Boston Bruins                                                   | Boston University (Hockey East)                     |
| 15. | Luke Kunin          | Vereinigte Staaten          | C   | Minnesota Wild                                                  | University of Wisconsin–Madison (Big Ten)           |
| 16. | Jakob Chychrun      | Kanada / Vereinigte Staaten | D   | Arizona Coyotes (von Detroit Red Wings)                         | Sarnia Sting (OHL)                                  |
| 17. | Dante Fabbro        | Kanada                      | D   | Nashville Predators                                             | Penticton Vees (BCHL)                               |
| 18. | Logan Stanley       | Kanada                      | D   | Winnipeg Jets (von Philadelphia Flyers)                         | Windsor Spitfires (OHL)                             |
| 19. | Kieffer Bellows     | Vereinigte Staaten          | LW  | New York Islanders                                              | USA Hockey National Team Development Program (USHL) |
| 20. | Dennis Cholowski    | Kanada                      | D   | Detroit Red Wings (von New York Rangers via Arizona Coyotes)    | Chilliwack Chiefs (BCHL)                            |
| 21. | Julien Gauthier     | Kanada                      | RW  | Carolina Hurricanes (von Los Angeles Kings)                     | Foreurs de Val-d’Or (LHJMQ)                         |
| 22. | German Rubzow       | Russland                    | C   | Philadelphia Flyers (von Chicago Blackhawks via Winnipeg Jets)  | Russland U18 (MHL)                                  |
| 23. | Henrik Borgström    | Finnland                    | C   | Florida Panthers                                                | Helsingfors IFK U20 (Nuorten SM-liiga)              |
| 24. | Max Jones           | Vereinigte Staaten          | LW  | Anaheim Ducks                                                   | London Knights (OHL)                                |
| 25. | Riley Tufte         | Vereinigte Staaten          | LW  | Dallas Stars                                                    | Fargo Force (USHL)                                  |
| 26. | Tage Thompson       | Vereinigte Staaten          | C   | St. Louis Blues (von Washington Capitals)                       | University of Connecticut (Hockey East)             |
| 27. | Brett Howden        | Kanada                      | C   | Tampa Bay Lightning                                             | Moose Jaw Warriors (WHL)                            |
| 28. | Lucas Johansen      | Kanada                      | D   | Washington Capitals (von St. Louis Blues)                       | Kelowna Rockets (WHL)                               |
| 29. | Trent Frederic      | Vereinigte Staaten          | C   | Boston Bruins (von San Jose Sharks)                             | USA Hockey National Team Development Program (USHL) |
| 30. | Sam Steel           | Kanada                      | C   | Anaheim Ducks (von Pittsburgh Penguins via Toronto Maple Leafs) | Regina Pats (WHL)                                   |

### Runde 2
| #        | Spieler           | Nationalität       | Pos   | NHL-Team                                                                             | College-/ Junioren-/ Profi-Team                     |
| -------- | ----------------- | ------------------ | ----- | ------------------------------------------------------------------------------------ | --------------------------------------------------- |
| 31.      | Jegor Korschkow   | Russland           | RW    | Toronto Maple Leafs                                                                  | Lokomotive Jaroslawl (KHL)                          |
| 32.      | Tyler Benson      | Kanada             | LW    | Edmonton Oilers                                                                      | Vancouver Giants (WHL)                              |
| 33.      | Rasmus Asplund    | Schweden           | C     | Buffalo Sabres (von Vancouver Canucks via Florida Panthers)                          | Färjestad BK (SHL)                                  |
| 34.      | Andrew Peeke      | Vereinigte Staaten | D     | Columbus Blue Jackets                                                                | Green Bay Gamblers (USHL)                           |
| 35.      | Jordan Kyrou      | Kanada             | C     | St. Louis Blues (von Calgary Flames)                                                 | Sarnia Sting (OHL)                                  |
| 36.      | Pascal Laberge    | Kanada             | C     | Philadelphia Flyers (von Winnipeg Jets)                                              | Tigres de Victoriaville (LHJMQ)                     |
| 37.      | Libor Hájek       | Tschechien         | D     | Tampa Bay Lightning (von Arizona Coyotes)                                            | Saskatoon Blades (WHL)                              |
| 38.      | Adam Mascherin    | Kanada             | LW    | Florida Panthers (von Buffalo Sabres)                                                | Kitchener Rangers (OHL)                             |
| 39.      | Alex DeBrincat    | Vereinigte Staaten | RW    | Chicago Blackhawks (von Canadiens de Montréal)                                       | Erie Otters (OHL)                                   |
| 40.      | Cameron Morrison  | Kanada             | LW    | Colorado Avalanche (von Colorado Avalanche via San Jose Sharks)                      | Youngstown Phantoms (USHL)                          |
| 41.      | Nathan Bastian    | Kanada             | RW    | New Jersey Devils                                                                    | Mississauga Steelheads (OHL)                        |
| 42.      | Jonathan Dahlén   | Schweden           | C     | Ottawa Senators                                                                      | Timrå IK (Allsvenskan)                              |
| 43.      | Janne Kuokkanen   | Finnland           | C/LW  | Carolina Hurricanes                                                                  | Kärpät Oulu (Liiga)                                 |
| 44.      | Boris Katchouk    | Kanada             | LW    | Tampa Bay Lightning (von Boston Bruins)                                              | Sault Ste. Marie Greyhounds (OHL)                   |
| 45.      | Chad Krys         | Vereinigte Staaten | D     | Chicago Blackhawks (von Minnesota Wild via Buffalo Sabres und Canadiens de Montréal) | USA Hockey National Team Development Program (USHL) |
| 46.      | Givani Smith      | Kanada             | RW    | Detroit Red Wings                                                                    | Guelph Storm (OHL)                                  |
| 47.      | Samuel Girard     | Kanada             | D     | Nashville Predators                                                                  | Cataractes de Shawinigan (LHJMQ)                    |
| 48.      | Carter Hart       | Kanada             | G     | Philadelphia Flyers                                                                  | Everett Silvertips (WHL)                            |
| 49.      | Ryan Lindgren     | Vereinigte Staaten | D     | Boston Bruins (von New York Islanders)                                               | USA Hockey National Team Development Program (USHL) |
| 50.      | Artur Kajumow     | Russland           | LW/RW | Chicago Blackhawks (von New York Rangers via Carolina Hurricanes)                    | Russland U18 (MHL)                                  |
| 51.      | Kale Clague       | Kanada             | D     | Los Angeles Kings                                                                    | Brandon Wheat Kings (WHL)                           |
| 52.      | Wade Allison      | Kanada             | RW    | Philadelphia Flyers (von Chicago Blackhawks)                                         | Tri-City Americans (WHL)                            |
| 53. Anm. | Filip Hronek      | Tschechien         | D     | Detroit Red Wings (von Arizona Coyotes)                                              | Mountfield HK (Extraliga)                           |
| 54.      | Tyler Parsons     | Vereinigte Staaten | G     | Calgary Flames (von Florida Panthers)                                                | London Knights (OHL)                                |
| 55.      | Filip Gustavsson  | Schweden           | G     | Pittsburgh Penguins (von Anaheim Ducks via Vancouver Canucks)                        | Luleå HF (SHL)                                      |
| 56.      | Dillon Dubé       | Kanada             | C     | Calgary Flames (von Dallas Stars)                                                    | Kelowna Rockets (WHL)                               |
| 57.      | Carl Grundström   | Schweden           | RW    | Toronto Maple Leafs (von Washington Capitals)                                        | MODO Hockey (SHL)                                   |
| 58.      | Taylor Raddysh    | Kanada             | RW    | Tampa Bay Lightning                                                                  | Erie Otters (OHL)                                   |
| 59.      | Evan Fitzpatrick  | Kanada             | G     | St. Louis Blues                                                                      | Phoenix de Sherbrooke (LHJMQ)                       |
| 60.      | Dylan Gambrell    | Vereinigte Staaten | C     | San Jose Sharks                                                                      | University of Denver (NCHC)                         |
| 61.      | Kasper Björkqvist | Finnland           | RW    | Pittsburgh Penguins (von Pittsburgh Penguins via Toronto Maple Leafs)                | Espoo Blues (Liiga)                                 |

### Runde 3
| #   | Spieler            | Nationalität       | Pos | NHL-Team | College-/ Junioren-/ Profi-Team                     |
| --- | ------------------ | ------------------ | --- | --- | --------------------------------------------------- |
| 62. | Joseph Woll        | Vereinigte Staaten | G   | Toronto Maple Leafs                                                                                                | USA Hockey National Team Development Program (USHL) |
| 63. | Markus Niemeläinen | Finnland           | D   | Edmonton Oilers | Saginaw Spirit (OHL)                                |
| 64. | William Lockwood   | Vereinigte Staaten | RW  | Vancouver Canucks (von Vancouver Canucks via New York Islanders, Buffalo Sabres und Pittsburgh Penguins)           | USA Hockey National Team Development Program (USHL) |
| 65. | Witali Abramow     | Russland           | RW  | Columbus Blue Jackets                                                                                              | Olympiques de Gatineau (LHJMQ)                      |
| 66. | Adam Fox           | Vereinigte Staaten | D   | Calgary Flames | USA Hockey National Team Development Program (USHL) |
| 67. | Matt Filipe        | Vereinigte Staaten | LW  | Carolina Hurricanes (von Winnipeg Jets)                                                                            | Cedar Rapids RoughRiders (USHL)                     |
| 68. | Cam Dineen         | Vereinigte Staaten | D   | Arizona Coyotes | North Bay Battalion (OHL)                           |
| 69. | Cliff Pu           | Kanada             | RW  | Buffalo Sabres | London Knights (OHL)                                |
| 70. | William Bitten     | Kanada             | C   | Canadiens de Montréal                                                                                              | Flint Firebirds (OHL)                               |
| 71. | Josh Anderson      | Kanada             | D   | Colorado Avalanche                                                                                                 | Prince George Cougars (WHL)                         |
| 72. | James Greenway     | Vereinigte Staaten | D   | Toronto Maple Leafs (von New Jersey Devils via Pittsburgh Penguins)                                                | USA Hockey National Team Development Program (USHL) |
| 73. | Joseph Anderson    | Vereinigte Staaten | RW  | New Jersey Devils (von Ottawa Senators)                                                                            | USA Hockey National Team Development Program (USHL) |
| 74. | Hudson Elynuik     | Kanada             | C   | Carolina Hurricanes                                                                                                | Spokane Chiefs (WHL)                                |
| 75. | Jack Lafontaine    | Kanada             | G   | Carolina Hurricanes (von Boston Bruins)                                                                            | Janesville Jets (NAHL)                              |
| 76. | Rem Pitlick        | Kanada             | C   | Nashville Predators (von Minnesota Wild via Florida Panthers, New Jersey Devils, Anaheim Ducks und Buffalo Sabres) | Muskegon Lumberjacks (USHL)                         |
| 77. | Connor Hall        | Kanada             | D   | Pittsburgh Penguins (von Detroit Red Wings via New Jersey Devils)                                                  | Kitchener Rangers (OHL)                             |
| 78. | Frédéric Allard    | Kanada             | D   | Nashville Predators                                                                                                | Saguenéens de Chicoutimi (LHJMQ)                    |
| 79. | Luke Green         | Kanada             | D   | Winnipeg Jets (von Philadelphia Flyers)                                                                            | Saint John Sea Dogs (LHJMQ)                         |
| 80. | Brandon Gignac     | Kanada             | C   | New Jersey Devils (von New York Islanders via Ottawa Senators)                                                     | Cataractes de Shawinigan (LHJMQ)                    |
| 81. | Sean Day           | Kanada             | D   | New York Rangers                                                                                                   | Mississauga Steelheads (OHL)                        |
| 82. | Carsen Twarynski   | Kanada             | LW  | Philadelphia Flyers (von Los Angeles Kings)                                                                        | Calgary Hitmen (WHL)                                |
| 83. | Wouter Peeters     | Belgien            | G   | Chicago Blackhawks                                                                                                 | EC Red Bull Salzburg (ÖEL)                          |
| 84. | Matthew Cairns     | Kanada             | D   | Edmonton Oilers (von Florida Panthers)                                                                             | Georgetown Raiders (OJHL)                           |
| 85. | Josh Mahura        | Kanada             | D   | Anaheim Ducks | Red Deer Rebels (WHL)                               |
| 86. | Casey Fitzgerald   | Vereinigte Staaten | D   | Buffalo Sabres (von Dallas Stars)                                                                                  | Boston College (Hockey East)                        |
| 87. | Garrett Pilon      | Kanada             | C   | Washington Capitals (von Washington Capitals via St. Louis Blues)                                                  | Kamloops Blazers (WHL)                              |
| 88. | Connor Ingram      | Kanada             | G   | Tampa Bay Lightning                                                                                                | Kamloops Blazers (WHL)                              |
| 89. | Linus Nässén       | Schweden           | D   | Florida Panthers (von St. Louis Blues via Buffalo Sabres)                                                          | Luleå HF (SHL)                                      |
| 90. | Fredrik Karlström  | Schweden           | C   | Dallas Stars (von San Jose Sharks)                                                                                 | AIK Ishockey (Allsvenskan)                          |
| 91. | Filip Berglund     | Schweden           | D   | Edmonton Oilers (von Pittsburgh Penguins)                                                                          | Skellefteå AIK (SHL)                                |

### Runde 4
Ab Runde 4 sind nur Spieler, über die ein Artikel existiert, aufgeführt.
| #    | Spieler      | Nationalität       | Pos | NHL-Team                                 | College-/ Junioren-/ Profi-Team |
| ---- | ------------ | ------------------ | --- | ---------------------------------------- | ------------------------------- |
| 92.  | Adam Brooks  | Kanada             | C   | Toronto Maple Leafs                      | Regina Pats (WHL)               |
| 94.  | Jonathan Ang | Kanada             | C   | Florida Panthers (von Vancouver Canucks) | Peterborough Petes (OHL)        |
| 100. | Victor Mete  | Kanada             | D   | Canadiens de Montréal                    | London Knights (OHL)            |
| 111. | Noah Gregor  | Kanada             | C   | San Jose Sharks (von New York Rangers)   | Moose Jaw Warriors (WHL)        |
| 117. | Damien Riat  | Schweiz            | F   | Washington Capitals                      | Genève-Servette HC (NLA)        |
| 118. | Ross Colton  | Vereinigte Staaten | C   | Tampa Bay Lightning                      | Cedar Rapids RoughRiders (USHL) |

### Runde 5
| #    | Spieler          | Nationalität | Pos | NHL-Team                                                      | College-/ Junioren-/ Profi-Team |
| ---- | ---------------- | ------------ | --- | ------------------------------------------------------------- | ------------------------------- |
| 133. | Maxime Lajoie    | Kanada       | D   | Ottawa Senators                                               | Swift Current Broncos (WHL)     |
| 144. | Conner Bleackley | Kanada       | C   | St. Louis Blues (von Florida Panthers via Chicago Blackhawks) | Red Deer Rebels (WHL)           |
| 150. | Manuel Wiederer  | Deutschland  | C   | San Jose Sharks                                               | Moncton Wildcats (LHJMQ)        |

### Runde 6
| #    | Spieler           | Nationalität | Pos | NHL-Team                                  | College-/ Junioren-/ Profi-Team |
| ---- | ----------------- | ------------ | --- | ----------------------------------------- | ------------------------------- |
| 159. | Brandon Hagel     | Kanada       | LW  | Buffalo Sabres                            | Red Deer Rebels (WHL)           |
| 162. | Jesper Bratt      | Schweden     | LW  | New Jersey Devils                         | AIK Ishockey (Allsvenskan)      |
| 172. | Anthony Salinitri | Kanada       | C   | Philadelphia Flyers                       | Sarnia Sting (OHL)              |
| 175. | Maxim Mamin       | Russland     | C   | Florida Panthers (von Anaheim Ducks)      | HK ZSKA Moskau (KHL)            |
| 179. | Nicolas Mattinen  | Kanada       | D   | Toronto Maple Leafs (von St. Louis Blues) | London Knights (OHL)            |

### Runde 7
| #    | Spieler           | Nationalität | Pos | NHL-Team              | College-/ Junioren-/ Profi-Team |
| ---- | ----------------- | ------------ | --- | --------------------- | ------------------------------- |
| 184. | Rodrigo Ābols     | Lettland     | C   | Vancouver Canucks     | Portland Winterhawks (WHL)      |
| 185. | Calvin Thürkauf   | Schweiz      | C   | Columbus Blue Jackets | Kelowna Rockets (WHL)           |
| 186. | Szjapan Falkouski | Belarus      | D   | Calgary Flames        | Ottawa 67’s (OHL)               |
| 210. | Joachim Blichfeld | Dänemark     | RW  | San Jose Sharks       | Portland Winterhawks (WHL)      |